# En julhälsning från Cyndee
En julhälsning från Cyndee är ett julalbum från 1986 av Cyndee Peters. Albumet återutgavs 1991 på CD. Skivan är bland andra producerad av Anders Henriksson. 

## Låtlista
1. Hosianna  (Adventshymn) - Georg Joseph Vogler
2. Dotter Sion (Judas maccabaeus) - Georg Friedrich Händel
3. Mariae Wiegenlied (Maria går i rosengård) - Max Reger, Evelyn Lindström
4. Jul i gamla sta'n (Billy Butt, Monica Forsberg)
5. Jul, jul, strålande jul - Gustav Nordqvist, Edvard Evers
6. Vägen till en vän (That's What Friends are for) - Burt Bacharach, Carole Bayer Sager, Ingela Forsman
7. O Holy Night (Cantique de Noel) - Adolphe Adam
8. Children Go Where I Send Thee (trad.)
9. Silent Night (Stille Nacht, Heilige Nacht) - Franz Gruber
10. O Come All Ye Faithful (Adeste fideles) - John Francis, Frederick Oakeley
11. One Day, One Peace, One Love - Eric Bibb
12. Soon and Very Soon - Andraé Crouch
13. Mary Had a Baby - negro spiritual

## Listplaceringar
| Lista (1987) | Topplacering |
| ------------ | ------------ |
| Sverige      | 37           |

### Fotnoter
1. ↑  ”En julhälsning från Cyndee”. Svensk mediedatabas. 28 februari 1986. http://smdb.kb.se/catalog/id/001890943. Läst 23 augusti 2014.
2. ↑  ”En julhälsning från Cyndee”. Svensk mediedatabas. 28 februari 1991. http://smdb.kb.se/catalog/id/001512301. Läst 23 augusti 2014.
3. ↑  Rockarkiv, Svenskt. ”En julhälsning från Cyndee - Cyndee Peters”. popfakta.se. http://www.popfakta.se/sv/utgivning/e/a94d941a-7efc-4889-b359-f1548cbef007/en-julhalsning-fran-cyndee/. Läst 8 november 2020.
4. ↑  ”En julhälsning”. Swedishcharts. 28 februari 1987. http://swedishcharts.com/showitem.asp?interpret=Cyndee+Peters&titel=En+julh%E4lsning+fr%E5n+Cyndee&cat=a. Läst 23 augusti 2014.